# Ocampo, Tamaulipas
Ocampo är en ort i Mexiko.   Den ligger i kommunen Ocampo och delstaten Tamaulipas, i den centrala delen av landet, 400 km norr om huvudstaden Mexico City. Ocampo ligger 355 meter över havet och antalet invånare är 5 150.
Terrängen runt Ocampo är kuperad åt nordost, men åt sydväst är den platt. Runt Ocampo är det glesbefolkat, med 9 invånare per kvadratkilometer. Ocampo är det största samhället i trakten. Omgivningarna runt Ocampo är en mosaik av jordbruksmark och naturlig växtlighet.